# Yuka Kato
Yuka Kato (Japans: 加藤ゆか, Katō Yuka) (Toyokawa, 30 oktober 1986) is een zwemster uit Japan. Op de Olympische Zomerspelen 2012 in Londen won ze een bronzen medaille op de 4x 100 m wisselslag estafette. Hier zwom zij de vlinderslag.
Zij is de houdster van het Japans nationaal record vlinderslag langebaan voor de 50 meter in 0:26.07 en de 100 meter in 0:57.80.

## Resultaten
| Jaar | Olympische Spelen      | WK langebaan | WK kortebaan | EK langebaan | EK kortebaan |
| ---- | ---------------------- | ------------ | ------------ | ------------ | ------------ |
| 2012 | 4x100 meter wisselslag |              |              |              |              |